# 大日本帝国海軍軍人一覧
大日本帝国海軍軍人一覧（だいにっぽんていこくかいぐんぐんじんいちらん）は、大日本帝国海軍軍人の階級別・昇進年月日順一覧（没後昇進を含む）。

## 大元帥（陸海軍大将）
- 明治天皇
- 大正天皇
- 昭和天皇

## 兵科（旧機関科を含む）
1942年（昭和17年）11月1日昭和17年勅令第610号施行、海軍武官官階表改正により、兵科と機関科が統合され、兵科となった。

### 元帥海軍大将
- 西郷従道
- 伊東祐亨
- 井上良馨
- 東郷平八郎
- 有栖川宮威仁親王
- 伊集院五郎
- 東伏見宮依仁親王
- 島村速雄
- 加藤友三郎
- 伏見宮博恭王
- 山本五十六
- 永野修身
- 古賀峯一

### 海軍大将
- 樺山資紀
- 山本権兵衛
- 川村純義
- 鮫島員規
- 柴山矢八
- 日高壮之丞
- 片岡七郎
- 上村彦之丞
- 出羽重遠
- 瓜生外吉
- 斎藤実
- 三須宗太郎
- 藤井較一
- 吉松茂太郎
- 八代六郎
- 加藤定吉
- 名和又八郎
- 山下源太郎
- 村上格一
- 有馬良橘
- 山屋他人
- 財部 彪
- 黒井悌次郎
- 栃内曽次郎
- 野間口兼雄
- 鈴木貫太郎
- 小栗孝三郎
- 竹下 勇
- 岡田啓介
- 井出謙治
- 安保清種
- 加藤寛治
- 谷口尚真
- 百武三郎
- 大角岑生
- 山本英輔
- 山梨勝之進
- 小林躋造
- 野村吉三郎
- 末次信正
- 中村良三
- 高橋三吉
- 藤田尚徳
- 米内光政
- 百武源吾
- 加藤隆義
- 長谷川清
- 及川古志郎
- 塩沢幸一
- 嶋田繁太郎
- 吉田善吾
- 豊田貞次郎
- 豊田副武
- 近藤信竹
- 高須四郎
- 野村直邦
- 沢本頼雄
- 遠藤喜一
- 南雲忠一
- 高木武雄
- 山縣正郷
- 伊藤整一
- 塚原二四三
- 井上成美

### 海軍（機関）中将
- 榎本武揚
- 伊東祐麿
- 中牟田倉之助
- 真木長義
- 仁礼景範
- 肥田浜五郎
- 赤松則良
- 安保清康
- 伊藤雋吉
- 松村淳蔵
- 有地品之允
- 相浦紀道
- 坪井航三
- 角田秀松
- 新井有貫
- 三浦功
- 肝付兼行
- 井上良智
- 宮原二郎
- 餅原平二
- 梨羽時起
- 武富邦鼎
- 山本安次郎
- 武田秀雄
- 中島與曽八
- 有馬新一
- 河原要一
- 松永雄樹
- 諸岡頼之
- 内田正敏
- 東郷正路
- 橋元正明
- 伊東義五郎
- 小倉鋲一郎
- 鹿野勇之進
- 富岡定恭
- 中溝徳太郎
- 向山慎吉
- 山田彦八
- 坂本俊篤
- 寺垣猪三
- 山内万寿治
- 伊地知季珍
- 伊地知彦次郎
- 斎藤孝至
- 坂本一
- 松本 和
- 西紳六郎
- 石橋甫
- 釜屋忠道
- 川島令次郎
- 江頭安太郎
- 土屋光金
- 吉見乾海
- 伊藤乙次郎
- 岩村俊武
- 小笠原長生
- 佐藤鉄太郎
- 千坂智次郎
- 松村龍雄
- 浅野正恭
- 中野直枝
- 永田泰次郎
- 布目満造
- 山中柴吉
- 舟越楫四郎
- 秋山真之
- 川原袈裟太郎
- 斎藤半六
- 堀内三郎
- 森山慶三郎
- 山岡豊一
- 山路一善
- 吉田増次郎
- 佐藤皐蔵
- 下村延太郎
- 吉岡範策
- 飯田久恒
- 斎藤七五郎
- 中里重次
- 金田秀太郎
- 藤原英三郎
- 古川鈊三郎
- 正木義太
- 山内四郎
- 岩辺季貴
- 吉川安平
- 大谷幸四郎
- 松村菊勇
- 飯田延太郎
- 白根熊三
- 犬塚太郎
- 四竈孝輔
- 鳥巣玉樹
- 清河純一
- 左近司政三
- 荒城二郎
- 大湊直太郎
- 八角三郎
- 米村末喜
- 杉政人
- 今村信次郎
- 松山 茂
- 重岡信治郎
- 濱野英次郎
- 枝原百合一
- 小林省三郎
- 津田静枝
- 寺島 健
- 松下元
- 井上継松
- 堀 悌吉
- 上田宗重
- 有地十五郎
- 有馬寛
- 阿武清
- 出光万兵衛
- 坂野常善
- 杉坂悌二郎
- 中村亀三郎
- 原敬太郎
- 片桐英吉
- 佐藤三郎
- 住山徳太郎
- 日比野正治
- 平田昇
- 和田秀穂
- 小林宗之助
- 下村正助
- 谷本馬太郎
- 野田清
- 原五郎
- 佐藤市郎
- 清水光美
- 高橋伊望
- 細萱戊子郎
- 新見政一
- 杉 政人
- 岩村清一
- 浮田秀彦
- 大川内伝七
- 太田泰治
- 小沢治三郎
- 草鹿任一
- 桑原虎雄
- 桑折英三郎
- 後藤英次
- 小松輝久
- 鮫島具重
- 原顕三郎
- 樋口修一郎
- 柳原博光
- 稲垣生起
- 河瀬四郎
- 栗田健男
- 五藤存知
- 小林仁
- 須賀彦次郎
- 杉山六蔵
- 戸塚道太郎
- 原 清
- 牧田覚三郎
- 福田良三
- 松浦永次郎
- 三川軍一
- 石井常次郎
- 渋谷隆太郎
- 阿部嘉輔
- 阿部弘毅
- 宇垣完爾
- 岡敬純
- 梶岡定道
- 角田覚治
- 金沢正夫
- 鎌田道章
- 志摩清英
- 田結穣
- 中村俊久
- 西村祥治
- 原忠一
- 三輪茂義
- 和田操
- 阿部勝雄
- 阿部孝壮
- 宇垣纏
- 岡新
- 大西瀧治郎
- 岸福治
- 木村進
- 吉良俊一
- 左近允尚正
- 鈴木義尾
- 千田貞敏
- 醍醐忠重
- 多田武雄
- 寺岡謹平
- 福留繁
- 山口多聞
- 丸茂邦則
- 宮里秀徳
- 森国造
- 秋山輝男
- 市丸利之助
- 上野敬三
- 大杉守一
- 大田実
- 大森仙太郎
- 木村昌福
- 草鹿龍之介
- 澤田虎夫
- 高柳儀八
- 田中頼三
- 中原義正
- 橋本信太郎
- 原田覚
- 保科善四郎
- 松永貞市
- 山崎重暉
- 秋山門造
- 有馬馨
- 伊崎俊二
- 市岡寿
- 大西新蔵
- 金子繁治
- 河野千万城
- 小林謙五
- 小柳冨次
- 白石萬隆
- 長谷川喜一
- 三戸寿
- 山田定義
- 佐藤康夫
- 有馬正文
- 伊集院松治
- 岩淵三次
- 柴崎恵次
- 中澤 佑
- 矢野志加三
- 矢野英雄
- 榎本隆一郎
- 佐藤康夫
- 渋谷紫郎
- 早川幹夫
- 有賀幸作
- 上野権太
- 猪口敏平
- 安田義達
- 杉浦嘉十
- 中原義一郎
- 佐藤源蔵
- 久邇宮朝融王
- 松村寛治
- 上泉徳弥

### 海軍（機関）少将
- 柳楢悦
- 田中綱常
- 永嶺謙光
- 渡辺忻三
- 児玉利国
- 野村貞
- 舟木錬太郎
- 藤井光五郎
- 酒井忠利
- 森又七郎
- 桜井規矩之左右
- 井上敏夫
- 鏑木誠
- 細谷資氏
- 滝川具和
- 井手麟六
- 竹内平太郎
- 木村浩吉
- 広瀬勝比古
- 小田喜代蔵
- 石井義太郎
- 河野左金太
- 九津見雅雄
- 大沼龍太郎
- 下平英太郎
- 佐野常羽
- 島内桓太
- 伊集院俊
- 犬塚助次郎
- 巌崎茂四郎
- 大内田盛繁
- 勝木源次郎
- 田口久盛
- 東條昭次
- 野崎小十郎
- 福田貞助
- 関田駒吉
- 小牧自然
- 樺山可也
- 菅沼周次郎
- 匝瑳胤次
- 南郷次郎
- 山本信次郎
- 漢那憲和
- 田村丕顕
- 寺岡平吾
- 岸井孝一
- 中城虎意
- 松平保男
- 金子養三
- 鹿江三郎
- 常盤盛衛
- 館明次郎
- 森田登
- 太田質平
- 山内豊中
- 植松練磨
- 小槙和輔
- 寺本武治
- 毛内效
- 園田実
- 真崎勝次
- 土師勘四郎
- 佐藤脩
- 島津忠重
- 中杉久治郎
- 雪下勝美
- 飯倉貞造
- 岩下保太郎
- 春日篤
- 岸本鹿子治
- 佐藤正四郎
- 中山道源
- 藤森清一朗
- 松永寿雄
- 井原美岐雄
- 上野正雄
- 城島高次
- 東郷実
- 松本象二郎
- 三木森彦
- 柿本権一郎
- 古宇田武郎
- 石川信吾
- 野宮三郎
- 岡田次作
- 奥田喜久司
- 加来止男
- 鍋島俊策
- 美濃部貞功
- 森友一
- 小川貫爾
- 大林末雄
- 上阪香苗
- 黒木剛一
- 高木惣吉
- 橋本象造
- 山形政二
- 横井忠雄
- 三好輝彦
- 吉見信一
- 朝倉豊次
- 大野竹二
- 鹿目善輔
- 黒島亀人
- 栗原悦蔵
- 小島秀雄
- 島本久五郎
- 野元為輝
- 松田千秋
- 湊慶譲
- 牟田口格郎
- 柳本柳作
- 今里博
- 岡田為次
- 菊池朝三
- 古村啓蔵
- 佐々木半九
- 渋谷清見
- 竹内 馨
- 富岡定俊
- 長井満
- 中瀬泝
- 平出英夫
- 松本毅
- 森下信衛
- 阿部俊雄
- 小川莚喜
- 香川清登
- 亀井凱夫
- 酒井原繁松
- 高田利種
- 前田精
- 柳澤蔵之助
- 山本岩多
- 山本親雄
- 矢牧章
- 横井俊之
- 川井巌
- 城英一郎
- 細谷資彦
- 人見錚一郎
- 光延東洋
- 山本善雄
- 横山一郎
- 大石保
- 加藤良之助
- 神重徳
- 栢原保親
- 近野信雄
- 楢原省吾
- 三和義勇
- 山田勇助
- 鹿岡円平
- 細谷資芳
- 山田隆
- 安久栄太郎
- 吉川潔
- 木梨鷹一
- 山本祐二
- 入佐俊家
- 福村利明
- 中村静嘉
- 水野英一

### 海軍（機関）大佐
- 赤塚源六
- 平山藤次郎
- 小橋篤蔵
- 佐伯誾
- 浅羽金三郎
- 林三子雄
- 伊東祐保
- 和田幸次郎
- 丸山寿美太郎
- 松岡静雄
- 水野広徳
- 籾山重幸
- 一条実孝
- 江渡恭助
- 井上清純
- 中山友次郎
- 溝部洋六
- 上村従義
- 津留雄三
- 林忠次郎
- 松平胖
- 横尾敬義
- 松平忠寿
- 大関鷹麿
- 黒羽根秀雄
- 水城圭次
- 井上勝純
- 西川速水
- 高山忠三
- 犬塚惟重
- 山下知彦
- 青木泰二郎
- 島津信夫
- 西田正雄
- 加藤榮吉
- 伏見宮博義王
- 田村久三
- 沖野亦男
- 斎藤正久
- 黛治夫
- 長屋茂
- 宮崎俊男
- 内野信二
- 長澤浩
- 原為一
- 岡村基春
- 佐薙毅
- 柴勝男
- 渡名喜守定
- 堀内豊秋
- 吉田英三
- 和智恒蔵
- 有泉龍之助
- 井浦祥二郎
- 稲葉通宗
- 榎尾義男
- 扇 一登
- 大井 篤
- 小園安名
- 実松 譲
- 篠原多摩夫
- 島村信政
- 樋端久利雄
- 豊田隈雄
- 花房博志
- 原 道男
- 三代一就
- 山田盛重
- 横田稔
- 渡辺安次
- 猪口力平
- 庵原貢
- 宇都木秀次郎
- 源田 実
- 柴田武雄
- 清水洋
- 遠藤忍
- 末国正雄
- 鈴木正一
- 高松宮宣仁親王
- 立花止
- 玉井浅一
- 内藤雄
- 原田毫衛
- 福地周夫
- 淵田美津雄
- 宇野亀雄
- 大橋勝夫
- 華頂博信
- 福地誠夫
- 中村省三
- 岡田貞外茂
- 高橋赫一
- 檜貝嚢治
- 江草隆繁
- 村田重治
- 野中五郎
- 千早猛彦
- 小栗卯一郎
- 高原久衛

### 海軍（機関）中佐
- 近藤真琴
- 広瀬武夫
- 松井健吉
- 大瀧道助
- 堀田正路
- 下村忠助
- 上原太一
- 河野三吉
- 竹垣純信
- 井上二三雄
- 山本清
- 国府尽平
- 馬越喜七
- 五十嵐恵
- 山口三郎
- 岡村徳長
- 加世田哲彦
- 進信蔵
- 工藤俊作
- 日下敏夫
- 土肥一夫
- 中山定義
- 中島親孝
- 鶴三七徳
- 鈴木英
- 種子島洋二
- 寺内正道
- 藤村義一
- 三原元一
- 大谷藤之助
- 杉江一三
- 田辺弥八
- 藤森康男
- 三上作夫
- 板谷茂
- 吉岡忠一
- 奥宮正武
- 関 衛
- 田畑直
- 中島正
- 千早正隆
- 相生高秀
- 小福田晧文
- 寺本巌
- 当山全信
- 友永丈市
- 橋本以行
- 吉田俊雄
- 板谷隆一
- 鈴木實
- 飯田房太
- 折笠重康
- 白根斐夫
- 岩佐直治
- 宮野善治郎
- 秋枝三郎
- 松尾敬宇
- 中馬兼四
- 菅野直
- 関行男
- 金子悦司

### 海軍（機関）少佐
- 古賀喜三郎
- 菅野覚兵衛
- 勝小鹿
- 坂元八郎太
- 吉井幸蔵
- 塚本善五郎
- 殖田謙吉
- 湯浅竹次郎
- 白石葭江
- 高柳直夫
- 草刈英治
- 山階宮武彦王
- 堤正之
- 黒井明
- 生田乃木次
- 藤井斉
- 南郷茂章
- 西村友晴
- 兼子正
- 国定謙男
- 清水芳人
- 進藤三郎
- 板倉光馬
- 大野博
- 高橋定
- 音羽正彦
- 志賀淑雄
- 伏見博英
- 内田一臣
- 山岡大二
- 黒沢丈夫
- 石田捨雄
- 川島立男
- 高畑辰雄
- 美濃部正
- 竹間忠三
- 徳川熙
- 冨士信夫
- 和田久馬
- 鮫島博一
- 藤田怡与蔵
- 黒木博司
- 仁科関夫
- 坪田義明
- 臼淵磐
- 笹井醇一
- 古野繁実
- 横山正治
- 鴛淵孝
- 伴勝久
- 林喜重
- 風間万年
- 柿崎実
- 川久保輝夫
- 久住宏
- 勝山淳
- 岡嶋清熊
- 乃木高行
- 池内清一

### 海軍（機関）大尉
- 曽根俊虎
- 中野信陽
- 郡司成忠
- 志摩清直
- 中島知久平
- 相原四郎
- 佐久間勉
- 安達東三郎
- 武部鷹雄
- 国分正三
- 浅水鉄男
- 中村悌次
- 肥田真幸
- 広尾彰
- 松永市郎
- 岩瀬勝輔
- 平野晃
- 高井太郎
- 武田光雄
- 後宮俊夫
- 大賀良平
- 梨本徳彦
- 野村 實
- 山田良市
- 池田武邦
- 左近允尚敏
- 樋口 直
- 矢田次夫
- 南義美
- 三好 守
- 大田正一
- 平柳育郎

### 海軍（機関）中尉
- 池田宏平
- 三上 卓
- 林正義
- 梅林孝次
- 豊田穣
- 池田清
- 東中光雄
- 北条浩
- 堀之内久男
- 前田優
- 松尾秀輔
- 斎藤兼之助
- 角園九十九

### 海軍（機関）少尉
- 阿武天風
- 玉木信助
- 吉川猛夫
- 酒巻和男
- 有栖川宮栽仁王
- 樫村寛一
- 吉田之久
- 山岸正三郎

### （機関）少尉候補生
- 深尾弘
- 雪下熊之助

### 海兵生徒
- 岡本米次郎
- 赤池弘次
- 岡田善雄
- 小林公平
- 小林登
- 佐藤和男
- 佐藤英夫
- 篠原宏
- 松野良寅
- 松本善明
- 三好達
- 吉田學
- 有吉煕
- 江口浩司
- 大木浩
- 大沼淳
- 小渡三郎
- 長田博
- 山口三夫
- 山口光秀
- 板谷実
- 草鹿外吉
- 沢藤礼次郎
- 島田修二
- 田中健五
- 德川宗英
- 今井敬
- 小沢昭一
- 栄久庵憲司
- 小畠郁生
- 加藤武
- 木田元
- 木谷順行
- 佐野洋
- 田中稔
- 佃公彦
- 友部達夫
- 深代惇郎
- 吉田庄司
- 古田幸男
- 福島重雄
- 中松義郎

### 特務（機関）士官

#### 特務中尉
- 岩本徹三
- 西沢広義
- 坂井三郎
- 武藤金義
- 松場秋夫
- 小野了

#### 特務少尉
- 中瀬正幸
- 宮崎 勇
- 佐々木直吉
- 横山薫範
- 三上一禧
- 本田 稔
- 岡部健二

### 海軍准士官
- 上崎辰次郎
- 杉野孫七
- 上田定
- 片山義雄
- 稲垣清
- 黒岩利雄
- 高原希国
- 甲木清実
- 小町定
- 増山正男
- 中谷芳市
- 渡辺秀夫
- 永峰肇
- 大黒繁男

### 海軍兵曹
兵曹の階級名称は幾度と無く変遷しているが、ここでは一貫して昭和17年度最終改正における名称に順ずる。

#### 上等兵曹
- 本田敏秋
- 松永英徳
- 柿本円次
- 川﨑大十
- 笠井智一
- 中島勝美

興津 貴

#### 二等兵曹
- 小平義雄
- 豊島一
- 羽藤一志
- 寺村輝夫
- 馬場のぼる
- 山岸章
- 村上雄藏

### 海軍水兵
- 三浦虎次郎
- 新藤兼人

## 予備将校
1942年11月階級呼称の兵科、機関科の区分廃止。1943年6月階級呼称から予備の呼称が廃止される。

### 海軍予備中佐
- 三田一也
- 鈴木盛

### 海軍予備少佐
- 森武
- 松村總一郎
- 二瓶甲
- 福地秋二
- 久納好孚
- 古谷眞二

### 海軍予備大尉
- 阿川弘之
- 隈部五夫
- 村山雅美
- 矢内原伊作
- 山本平弥
- 島尾敏雄
- 田中六助
- 庄野潤三
- 石丸進一
- 大石政則
- 小川清
- 堀之内久俊
- 松吉正資
- 上原良司

### 海軍予備中尉
- 石井利雄
- 加藤曻
- 北出清五郎
- 帆足正音
- 松林宗恵
- 田英夫
- 吉田満
- 林尹夫
- 千宗室
- 西村晃
- 鶴田浩二
- 宅島徳光

### 海軍予備少尉
- 野瀬清次
- 木畑公一
- 野原一夫
- 本田耕一
- 近藤清

## 主計科

### 海軍主計中将
- 川口武定
- 久野工
- 武井大助

### 海軍主計少将
- 木寺寛爾
- 真野観我
- 等松農夫蔵
- 吉村武雄

### 海軍主計大佐
- 片桐酉次郎
- 伏下哲夫
- 青木大吉

### 海軍主計中佐
- 宇野直枝

### 海軍主計少佐
- 竹内十次郎
- 岡田貞寛
- 中曽根康弘
- 小川正造

### 主計大尉
- 森下泰
- 土田国保
- 川島廣守

### 主計中尉
- 福田幸弘

## 法務科

### 海軍法務中将
- 内田重成
- 尾畑義純

### 海軍法務少将
- 由布喜久雄

### 海軍法務大尉
- 栗栖弘臣

## 技術科
1942年（昭和17年）11月1日昭和17年勅令第610号施行、海軍武官官階表改正により、造船科、造兵科、造機科、水路科、施設科が統合され、技術科となった。

### 海軍技術中将
- 澤鑑之丞（造兵）
- 有坂鉊蔵（造兵）
- 佐双左仲（造船）
- 福田馬之助（造船）
- 近藤基樹（造船）
- 平賀譲（造船）
- 徳川武定（造船）
- 向山均（造兵）
- 伍堂卓雄（造兵）
- 名和武（造兵）
- 朝熊利英（造兵）
- 福田啓二（造船）
- 江崎岩吉（造船）
- 伊藤孝次（造機）

### 海軍技術少将
- 伊藤安吉（造機）
- 藤本喜久雄（造船）
- 大八木静雄
- 片山有樹
- 山田幸五郎（造兵）

### 海軍技術大佐
- 徳川達成
- 牧野茂
- 伊藤庸二
- 友永英夫
- 庄司元三
- 松本喜太郎
- 福井又助
- 山本正敏

### 海軍技術中佐
- 遠山光一
- 山名正夫

### 海軍技術少佐
- 橋口義男
- 福井静夫
- 永野治

### 海軍技術大尉
- 内藤初穂
- 宇治家彦

## 軍医科

### 海軍軍医総監
- 戸塚文海
- 高木兼寛
- 実吉安純
- 河村豊洲

### 軍医中将
- 菅原佐平
- 高田六郎

### 軍医少将
- 山下奉表
- 桑原荘吉

### 軍医大尉(元は大軍医)
- 桑原諸武

## 衛生（看護）科
- 青山光二
- 牧野明

## 軍楽科

### 海軍軍楽長
- 田中穂積
- 瀬戸口藤吉
- 中村祐庸
- 吉本光藏

### 軍楽隊員
- 江口夜詩
- 斉藤丑松
- 大村能章